# Операција Багдад
Операција Багдад (издат 1951) је шпијунски и пустоловни роман Агате Кристи први пут објављен у Беликој Британији од стране издавачке куће "Collins Crime Club" 5. марта 1951. и у Сједињеним Државама од стране издавачке куће "Dodd, Mead and Company" касније исте године. Издање у Великој Британији коштало је осам шилинга и шест пенија, а издање у САД-у 2,5 долара.
Књига је подстрекнута Кристиним сопственим путовањима по Багдаду са њеним другим мужем археологом сер Максом Малованом и такође је један од ретких Кристиних романа који припадају жанровима акционе и шпијунске фантастике, а не загонеткама и кривцима.

## Радња
Тајни сусрет суперсила ће се одржати у Багдаду, али то више није тајна. Скупина у сенци (која је и противкомунистичка и противкапиталистичка) планира да минира догађај. Ствари се усложавају када је једна ентузијастична млада „пустоловка“ Викторија Џонс открила тајног британског агента Хенрија „Факира“ Кармајкла у својој хотелској соби на самрти. Његове последње речи - "Луцифер...Басра...Лефарж" - воде је у истрагу. „Луцифер“ се односи на идејног творца, Викторијину симпатију Едварда, који стоји иза заплета. „Басра“ је град у коме је Кармајкл видео Едварда и препознао га као непријатеља. Испоставило се да је "Лефарж" заправо "Дефарж " и да се односи на лик Чарлса Дикинса јер је то алудирање на чињеницу да је име кључног сведока ушивено у мараму. Док је Викторија централни лик, права јунакиња је Ана Шеле, тајница и извршна помоћница америчког банкара која је открила много о финансијама мрачне скупине. Она се појављује прилично ретко у неколико кратких појављивања на почетку приче, а затим као да нестаје. На жалост, зла удружења која се плаше њеног финансијског знања и желе да је ликвидирају, а њени савезници желе да је заштите. Поново се појављује неочекивано у последњем тренутку.

## Књижевни значај и пријем
Џулијан Макларен-Рос је са надахнућем прегледао роман у издању часописа Књижевни додатак Времена 20. априла 1951. и рекао да је „више трилер него детективска прича, иако има доста загонетки и два изненађења резервисана за завршна поглавља. Једно од овога су можда њени најбољи од разоткривања злочинца у роману Загонетка седам бројчаника." Он је даље коментарисао да је „лака стручност писања поново предмет дивљења“ и закључио да је Кристина изумитељска моћ „никада не изневери“.
Морис Ричардсон из часописа Посматрач (4. март 1951) је написао: „Мало лагано и напето у деловима скоро кикоћућим као што су прикладни трилери Агате Кристи, али има уобичајену кремасту читљивост и дубоко усађеног ђавола.
Роберт Барнард: „Прилично бесмислен пример Кристијеве у трилеру, али живљи од неких. Ангажована јунакиња и необично добри споредни ликови – археолози, хотелијер, итд. Радња се тиче покушаја да се спречи Велика тројка (Британија је тада била једна од њих) у удруживању и склапању мира. Иако зликовци нису левичари, звуче као њени левичарски идеалисти из 'тридесетих (који желе, као и обично, да створе 'Ново небо и земљу' – веома опасно!)“.

## Прилагођавање
Роман је прилагођен као епизода Вестингхаус студија 1 1952. године.